# Roberto Nicolosi
Roberto Nicolosi (* 16. November 1914 in Genua; † 4. April 1989 in Rom) war ein italienischer Jazzmusiker (Kontrabass, Komposition).

## Leben und Wirken
Nicolosi lernte neben dem Bass auch Klavier, Violine, Gitarre, Trompete und Vibraphon. Er praktizierte als Dentist, bevor er sich am Conservatorio di Musica Giuseppe Verdi in Mailand einschrieb, um Komposition zu studieren. Als der Jazz in den 1930er Jahren in Italien populär wurde, war er der Arrangeur verschiedener Bands, zunächst von Gorni Kramer, später von Aldo Rossi. Nicolosi popularisierte den Jazz in Italien durch seine Radiosendung La galleria de jazz vom Sommer 1945 bis 1948. Seine Popularität als Musiker und der Erfolg der Sendung führten zu einem Angebot von Odeon Records, eine Serie namens Jazzisti italiani zu produzieren und zu arrangieren, die als die besten Aufnahmen des frühen italienischen Jazz gelten.
In den 1950er Jahren leitete Nicolosi seine eigenen Ensembles, unter anderem mit Franco Cerri, Gil Cuppini, Oscar Valdambrini und Glauco Masetti. Ab 1954 komponierte auch Filmmusik, zunächst für einen Dokumentarfilm von Folco Quilici, ab 1956 für Spielfilme von Vittorio Sala, Sergio Grieco, Raoul Walsh, Mario Bava (Die Stunde, wenn Dracula kommt) und weiteren Regisseuren.

## Filmografie (Auswahl)
- 1958: Aufstand der Gladiatoren (La rivolta dei gladiatori)
- 1958: Kreuz und Schwert (La spada e la croce)
- 1959: Caltiki – Rätsel des Grauens (Caltiki il mostro immortale)
- 1960: Das Schwert von Persien (Ester e il re)
- 1960: Die Stunde, wenn Dracula kommt (La maschera del demonio)
- 1960: Ursus im Reich der Amazonen (La regina delle amazzoni)
- 1962: Die Normannen (I normanni)
- 1962: Taurus – Der Gigant von Thessalien (Taur, re della forza bruta)
- 1963: Die drei Gesichter der Furcht (I tre volti della paura)